# Rede Fuso
Rede Fuso foi um sinal alternativo das emissoras de televisão aberta do Brasil para suas afiliadas que não seguiam o horário de Brasília,  ou que não seguiam o  horário de verão. Foi criado em   abril de 2008, inicialmente pela TV Globo e usado por outras emissoras para se adequarem ao Sistema de Classificação Indicativa Brasileiro (Classind). Ficou em prática até o inicio de 2019.

## História na TV Globo

### Antecedentes
Até o inicio da Rede Fuso, a programação das manhãs de segunda a sexta era exibida de forma diferenciada nos estados que não seguiam o Horário de Brasília, com exceção dos estados de Mato Grosso e Mato Grosso do Sul, que exibiam a mesma programação da rede. Para igualar, os programas exibidos entre o Bom Dia Praça e o Praça TV perdiam somados, 45 minutos.
| UTC-3      | UTC-3                             | UTC-4 (menos MT e MS)                       | UTC-5                                       |
| ---------- | --------------------------------- | ------------------------------------------- | ------------------------------------------- |
| 6h30       | Bom Dia Praça                     | Telecurso 2000                              | Telecurso 2000                              |
| 7h15       | Bom Dia Brasil                    | Bom Dia Brasil                              | Bom Dia Brasil                              |
| 8h00       | Mais Você                         | Bom Dia Praça                               | Bom Dia Praça                               |
| 8h45-12h15 | Sítio do Pica-Pau Amarelo TV Xuxa | Mais Você Sítio do Pica-Pau Amarelo TV Xuxa | Mais Você Sítio do Pica-Pau Amarelo TV Xuxa |
| 12h15      | Praça TV                          | Praça TV                                    | Praça TV                                    |

Já durante o horário de verão, as afiliadas que já alteravam a programação durante o ano, atrasavam-na em mais uma hora, enquanto as afiliadas do Amapá, leste do Pará, Tocantins e o Nordeste transmitiam o Bom Dia Praça ao vivo e gravavam a programação da manhã e a transmitiam com uma hora de atraso, mas sem alterações na ordem. Para igualar com a programação da rede, o TV Xuxa perdia uma hora de exibição. [carece de fontes?]
| UTC-3 Menos MT E MS | UTC-3 Menos MT E MS               | UTC-4      | UTC-4                                                                | UTC -5                                      |
| ------------------- | --------------------------------- | ---------- | -------------------------------------------------------------------- | ------------------------------------------- |
| 6h30                | Bom Dia Praça                     |            |                                                                      | Telecurso                                   |
| 7h15                | Bom Dia Brasil                    | 6h30       | Bom Dia Praça                                                        | Bom Dia Brasil                              |
| 8h00                | Mais Você                         | 7h15-11h15 | Bom Dia Brasil (gravado) Mais Você Sítio do Pica-Pau Amarelo TV Xuxa | Bom Dia Praça                               |
| 8h45-12h15          | Sítio do Pica-Pau Amarelo TV Xuxa | 7h15-11h15 | Bom Dia Brasil (gravado) Mais Você Sítio do Pica-Pau Amarelo TV Xuxa | Mais Você Sítio do Pica-Pau Amarelo TV Xuxa |
| 12h15               | Praça TV                          | Praça TV   | Praça TV                                                             | Praça TV                                    |

### Inicio
Em 1º de abril de 2008, a Folha de S. Paulo publicou a declaração do secretário nacional de Justiça, Romeu Tuma Jr., sobre os horários, que o Ministério da Justiça deu prazo até o dia anterior, através da portaria 1.220/07 (que estabelece a classificação indicativa, com o cumprimento a diferenças de fuso horário no país), para as emissoras se adequarem às novas regras da classificação indicativa respeitando os fusos horários nacionais, sem "hipótese de uma nova prorrogação". No dia 7 de abril de 2008, a portaria entrou em vigor, fazendo com que as emissoras de parte da região Norte, Mato Grosso e Mato Grosso do Sul designassem a hora local de cada localidade para a definição da faixa etária: um programa para maiores de 12 anos só podiam ir ao ar após as 20h; de 14 anos, às 21h; de 16, às 22h; e de 18, às 23h. Já os programas com classificação "Livre" e "maiores de 10 anos" podiam ir ao ar a qualquer horário.
No fim do mesmo dia em que entrou em vigor a portaria, a Central Globo de Comunicação (CGCOM) divulgou nota, na qual anunciou que no dia seguinte, todas as suas afiliadas situadas em sete Estados com fuso horário diferente de Brasília tiveram sua programação atrasada em uma ou duas horas, em relação à programação nacional, denominada Rede Fuso, com a programação diferente da do horário de Brasília, que estava de uma hora à duas horas à frente. Passou a funcionar de segunda a sábado, com exceção dos domingos, nos quais comumente toda a programação tem classificação "livre para todos os públicos" ou "não recomendado para menores de 10 anos". 
O jornalístico Bom Dia Praça passou a ser exibido após o Bom Dia Brasil, às 7h; o Globo Esporte indo ao ar após a TV Globinho, às 11h45, o Jornal Hoje após o GE, às 12h15, a primeira edição do Praça TV indo ao ar após o JH às 12h45, o Vídeo Show após a 1ª edição do Praça TV, às 13h15; e a "novela das sete" da época, Beleza Pura, após o Jornal Nacional às 20h. Os jogos do futebol exibidos às quartas-feiras passaram a ser exibidos gravados, já que coincidiam com o horário da "novela das oito"; passou-se a haver um filme depois da novela, no Cinema Especial e, em seguida o compacto da partida sucedido pelo Jornal da Globo. No Acre, a TV Acre, afiliada da Globo em Rio Branco que nessa época possuía duas horas de atraso em relação à Brasília, teria sua programação pré-gravada e exibida em horário local para as repetidoras no Estado.

### Em outras transmissões ao vivo e no horário político
Nos anos eleitorais, a partir de 2010, a Rede Fuso era suspensa em todo o país, por conta do horário político a ser exibido entre agosto e outubro.
Já outras transmissões ao vivo, como o sorteio da Mega da Virada e o Show da Virada (exibidos em 31 de dezembro), a Rede Fuso também era suspensa, assim como em transmissões especiais, como o Carnaval, Copa do Mundo de Futebol e Jogos Olímpicos.
Já os boletins extraordinários, eram exibidos ao vivo, interrompendo qualquer programa que estivesse sendo exibidos nos estados fora do horário de Brasília.
Os demais programas que eram normalmente exibidos ao vivo antes da Rede Fuso e passaram a aparecer com uma tarja com a inscrição "GRAVADO" cobrindo o "AO VIVO" da exibição original. Os programas com participação do público como o Big Brother Brasil e The Voice Brasil (entre a 2.ª e a 7.ª temporadas), tinham boletins exibidos após o encerramento das votações.

### No futebol
Nos primeiros dois meses da Rede Fuso, os jogos de futebol não eram ao vivo. Na época, a novela Duas Caras começava às 21h (por ter classificação etária para maiores de 14 anos) e em seguida o Cinema Especial e logo após, entrava VT com os melhores momentos do jogo de futebol do dia. Em junho, com a estreia de A Favorita, que tinha classificação etária para maiores de 12 anos, houve a possibilidade da emissora em transmitir os jogos de futebol ao vivo novamente. No entanto, a novela das sete Beleza Pura passou a ser reduzida às quartas (para que ocorresse a transmissão ao vivo) e compensada nos dias posteriores.
Após as alterações da grade da Rede Fuso que terminaram com a exibição de séries após a Sessão da Tarde, e posteriormente, com a troca de horário desta com o Vale a Pena Ver de Novo, as partidas de futebol das quartas terminaram sendo indiretamente afetadas. Embora não houvesse nenhuma alteração no sistema adotado para o horário nobre em junho de 2008, as transmissões de futebol na Rede Fuso começaram a ter início com o jogo já em andamento. Nas regiões com fuso -2, a partida também sofria um atraso adicional de mais 15 minutos, em razão de ainda ser exibido o Praça TV 2 logo após o Jornal Nacional. Geralmente, assim que a transmissão tinha início na Rede Fuso, o narrador que transmitia a partida fazia uma pausa na locução e geralmente falava frases como "O Brasil inteiro se liga na Globo..." ou "Você que nos acompanha a partir de agora, seja muito bem-vindo...". Não foram raras as vezes em que eram anotados gols que os telespectadores das regiões que seguem o Horário de Brasília conseguiam ver e quem estava em outro fuso horário acabava perdendo. Por conta disso, os lances importantes do início da partida geralmente eram reprisados durante as pausas no jogo derivadas de faltas ou tiros de meta.
Com o horário de verão, os estados que entravam temporariamente no Fuso -1 passavam a acompanhar a grade da mesma forma descrita acima. Porém, os outros dois fusos sofriam alterações. No fuso -2, a transmissão já em andamento do futebol começava logo após a novela das sete, enquanto a novela das nove tinha início após a conclusão da partida, pouco depois das 22h locais. No fuso -3, a transmissão começava logo após o Jornal Nacional. O Praça TV 2 era exibido no intervalo da partida, com uma duração de cinco minutos. A novela das sete ia ao ar logo após o fim da transmissão, por volta das 21h locais, seguida pela novela das nove.
Em 2016, as partidas passaram a começar às 21h45 (UTC-3), com isso, a programação ficara da seguinte forma:
| Fuso 0 | Fuso 0          | Fuso -1         | Fuso -1         | Fuso -2                         | Fuso -2                         | Fuso -2                         | Fuso -3 (somente no HBV)                   |
| Fuso 0 | Fuso 0          | Fuso -1         | Fuso -1         | Normal                          | Normal                          | Horário de verão                | Fuso -3 (somente no HBV)                   |
| ------ | --------------- | --------------- | --------------- | ------------------------------- | ------------------------------- | ------------------------------- | ------------------------------------------ |
| 20h15  | Jornal Nacional | Jornal Nacional | Jornal Nacional | Jornal Nacional                 | Jornal Nacional                 | Novela das seis                 | Novela das seis                            |
| 21h00  | Novela das nove | 19h40           | Novela das sete | 19h40                           | Praça TV 2                      | Jornal Nacional                 | Jornal Nacional                            |
| 21h45  | Futebol         | Futebol         | Futebol         | Futebol                         | Futebol                         | Futebol                         | Futebol                                    |
| 23h45  | Jornal da Globo | Novela das nove | Novela das nove | Novela das sete Novela das nove | Novela das sete Novela das nove | Novela das sete Novela das nove | Praça TV 2 Novela das sete Novela das nove |

### Fim
Em 1º de setembro de 2016, o Supremo Tribunal Federal derrubou a regra de classificação indicativa que a vinculava aos horários da programação. Desta forma, as emissoras de televisão ficaram livres para agendar seus programas em qualquer horário independente da classificação indicativa. A partir daí, começou a ser discutido o possível fim do delay de programação em algumas regiões do país.
Em 17 de fevereiro de 2017, um dia antes do término do horário de verão de 2016-2017, as afiliadas da Rede Globo nos estados do Mato Grosso, Mato Grosso do Sul, Amazonas, Rondônia, Roraima  divulgaram em suas redes sociais e telejornais alterações que passariam a valer a partir de 19 de fevereiro, que incluíam programas transmitidos uma hora mais cedo, e programação em tempo real junto ao horário de Brasília. Desta forma, durante a maior parte do ano (com exceção do estado do Acre), a Rede Fuso deixou valer para os demais estados após quase 10 anos da sua criação. No entanto, durante o Horário de Verão, as emissoras nos estados do Nordeste e do Norte continuaram a gravar a programação para exibir com delay de uma hora (uma vez que a Globo deixou de manter o respectivo sinal diferenciado para as afiliadas), enquanto os estados de Mato Grosso e Mato Grosso do Sul continuaram a seguir a rede em tempo real normalmente.
Em 25 de abril de 2019, o presidente da república Jair Bolsonaro assinou um decreto que colocou fim ao horário de verão, em vigor no Brasil desde 1931 – e ininterruptamente desde 1985 –, alegando, dentre outros motivos, pouca efetividade na economia energética, além de estudos da área da saúde, sobre o quanto o horário de verão afetava o relógio biológico das pessoas. Com isso, somado o fato da inexistência de vinculação horária desde 2017, a Rede Fuso perdeu a razão de continuar existindo mesmo nos estados que a aderiam apenas em uma parte do ano, especificamente, durante a vigência horário de verão, pouco mais de 11 anos depois do seu surgimento, só ficando o estado do Acre com diferenciação na programação. No mesmo ano, as partidas de quarta passaram para o horário das 21h30, assim, para o estado, ficou a seguinte forma neste dia:
|       | Fuso 0          | Fuso -1 (AM, MS, MT, RO, RR) | Fuso -2 (Acre)                  |
| ----- | --------------- | ---------------------------- | ------------------------------- |
| 18h00 | Novela das seis | Novela das seis              | Vale a Pena Ver de Novo         |
| 18h45 | Praça TV 2      | Praça TV 2                   | Vale a Pena Ver de Novo         |
| 19h15 | Novela das sete | Novela das sete              | Novela das seis                 |
| 20h00 | Jornal Nacional | Jornal Nacional              | Jornal Nacional                 |
| 20h30 | Novela das nove | Novela das nove              | JAC2                            |
| 21h30 | Futebol         | Futebol                      | Futebol                         |
| 23h30 | Segue o Jogo    | Segue o Jogo                 | Segue o Jogo                    |
| 23h45 | Jornal da Globo | Jornal da Globo              | Novela das sete Novela das nove |

## História em outras redes
No decorrer dos anos, as outras quatro principais redes de televisão do Brasil, SBT, Record, Band e RedeTV!, foram obrigadas a tomar medidas para adequar sua programação em outros fusos horários, seguindo a mesma determinação do Ministério da Justiça.

### SBT
Fora do período do horário de verão, as afiliadas do SBT que não seguiam o Horário de Brasília tinham a opção de exibir programação local entre 21h e 22h ou exibir uma série em um sinal exclusivo gerado pelo SBT Pará para essas emissoras.
Durante o período do horário de verão, as afiliadas do SBT seguiam o sinal do SBT Pará, cuja programação era exibida com 1 hora de atraso de segunda a sábado, com exceção do SBT Brasil, ou gravar a programação por conta própria. Até 2016, algumas afiliadas gravavam a programação por conta própria para exibir os programas do horário nobre em tempo real, exibindo uma série que a rede enviava para geração local entre 21h e 22h, quando a programação retornava ao delay de uma hora. Com as alterações na grade da emissora no período da tarde no início daquele ano, que impossibilitaram a gravação da programação, essa prática deixou de acontecer.
Com o fim da vinculação horária da classificação indicativa em 2016, além do horário de verão após o decreto presidencial, o SBT encerrou o delay do horário nobre nas afiliadas a partir de 2019. A maior parte das afiliadas passaram a ter a programação em tempo real, incluindo a TV Rio Branco do Acre, que nunca chegou a fazer delay na programação. No entanto, a TV Norte Rondônia de Rondônia ainda conserva o delay para alinhar a sua grade em horários acessíveis aos telespectadores locais.

### Record
A emissora possuía um sinal no satélite onde toda a programação era exibida com uma hora de atraso de segunda a sábado. Esse mesmo sinal era utilizado durante o horário de verão pelas afiliadas que entram temporariamente na Rede Fuso.
Antes de 2015, era comum que o Jornal da Record fosse exibido em tempo real para essas afiliadas, havendo uma alteração na duração do Cidade Alerta, que era encerrado uma hora mais cedo para as afiliadas inserirem seus telejornais locais, e após o Jornal da Record, era exibida uma série para a programação retornar ao delay de uma hora (algumas afiliadas usavam esse espaço para inserir uma faixa de programação local). Porém, após a reclassificação da novela Os Dez Mandamentos (de 10 anos para 12 anos), a Record deixou de exibir o telejornal uma hora mais cedo para que a telenovela começasse no seu horário habitual. As afiliadas que tinham faixa local no espaço da série que fazia o delay na programação passaram então a exibir em tempo real a programação da rede até as 18h45 (17h45 no fuso-2) locais, inserindo os seus telejornais locais mais cedo e logo em seguida a faixa nobre local antes da novela.
A Record acabou com a sua Rede Fuso para parte das regiões Centro-Oeste e Norte em 17 de junho de 2019, mesmo dia em que inaugurou a Record Manaus, sua filial em Manaus, Amazonas. A programação das afiliadas então ficou alinhada com o horário de Brasília, com exceção apenas dos estados de Rondônia e do Acre, onde suas respectivas afiliadas, SIC TV e TV Gazeta, continuam fazendo delay de uma hora em relação a rede para alinhar as suas grades em horários acessíveis aos telespectadores locais.

### Band
A emissora gerava um sinal para as afiliadas com desenhos e séries para serem exibidos entre o Show da Fé e a faixa nobre da emissora, numa sessão denominada Show de Desenhos (durante o período do horário de verão, Verão Animado), de segunda a sábado. Mais recentemente, passaram a ser exibidas reprises de telenovelas. Aos domingos, em razão de alguns filmes da sessão Domingo no Cinema terem classificação variada, mesmo com a queda da vinculação, a rede exibia após o Terceiro Tempo uma série ou reprise de algum programa para retardar a programação. Com o fim da vinculação horária da classificação indicativa em 2016, além do horário de verão após o decreto presidencial, apenas a TV5 faz um delay na programação matinal, atrasando a grade a partir do Notícias da Redação para levar ao ar o seu telejornal local, o Café com Notícias, e reintegrando a rede em tempo real a partir do Melhor da Tarde com Catia Fonseca.

### RedeTV!
As emissoras afiliadas da RedeTV! estavam liberadas de gravar a programação nacional e exibi-la com uma hora de atraso, uma vez que a rede não possuía programas com classificação indicativa elevada.